# ميغيل أوفييدو
ميغيل أوفييدو (بالإسبانية: Miguel Oviedo)‏ مواليد 12 أكتوبر 1950 في الأرجنتين، هو لاعب كرة قدم أرجنتيني دولي سابق كان يلعب كلاعب وسط. اعتزل اللعب عام 1993 مع لوس أنديس. سبق له أن لعب في كأس العالم لكرة القدم مع منتخب بلاده. بدأ مسيرته الرياضية عام 1973.

## المسيرة الاحترافية

### أندية لعب لها
- انيستتوتو
- إنديبندينتي
- ديبورتيفو آرمينيو
- لوس أنديس

## روابط خارجية
- ميغيل أوفييدو على موقع الاتحاد الدولي (مؤرشف)  (الإنجليزية)
- ميغيل أوفييدو على موقع قاعدة بيانات كرة القدم.إي يو (الإنجليزية)
- ميغيل أوفييدو على موقع ناشيونال فوتبول تيمز (الإنجليزية)
- ميغيل أوفييدو على موقع عالم كرة القدم.نت (الإنجليزية)